# Kilobyte
 "Kb" omdirigeres hertil. For andre betydninger af Kb, se KB.
En kilobyte er et multiplum af enheden byte. Forkortes kB.
Forkortelsen kb (med lille b) betyder kilobit (1 byte er 8 bit).
Det metriske system definerer præfikset kilo som 103. Derfor er en kilobyte 1000 bytes. I computermæssig sammenhæng er det mere naturligt at arbejde med toerpotenser (210 = 1024) derfor definerede International Electrotechnical Commission (IEC) i 1999 et binært præfiks der bruger toerpotenser til at definere størrelser.

## Kilobyte eksempler
- 2 kB: En enkelt side tekst
- 100 kB: et fotografi med lav opløsning (eller høj opløsning, men stærkt komprimeret)